# Francisco Javier Muñiz
Pour les articles homonymes, voir Muniz.
Francisco Javier Muñiz (Monte Grande, province de Buenos Aires, Argentine, 21 décembre 1795 - Buenos Aires, 8 avril 1871), est un médecin et homme de science argentin, qui s’illustra par ses activités médicales et ses recherches épidémiologiques, zoologiques et paléontologiques. Il est considéré comme le premier naturaliste argentin.

## Jeunes années
Lors des invasions de l’Argentine par les troupes anglaises, et alors qu’il n’avait que douze ans, il s’enrôla comme cadet dans le bataillon des Andalous, et combattit en 1807 pour la défense de Buenos Aires, où il fut blessé. 
Il fit des études à l'Institut médical militaire (Instituto Médico Militar), fondé par le docteur Cosme Argerich à l’effet de former des chirurgiens pour l’armée. Il obtint le titre de médecin en 1822, alors que l’Institut faisait déjà partie de l'université de Buenos Aires, créée l’année d’auparavant, et décrochera le doctorat en 1844. 
Après une brève période où il remplit la fonction de chirurgien militaire à Carmen de Patagones, période durant laquelle il semblerait qu’il ne voyageât jamais, il devint en 1825 chirurgien de la Guardia de Chascomús, où il organisa le premier hôpital de campagne.

## La Guerre de Cisplatine et la vaccination

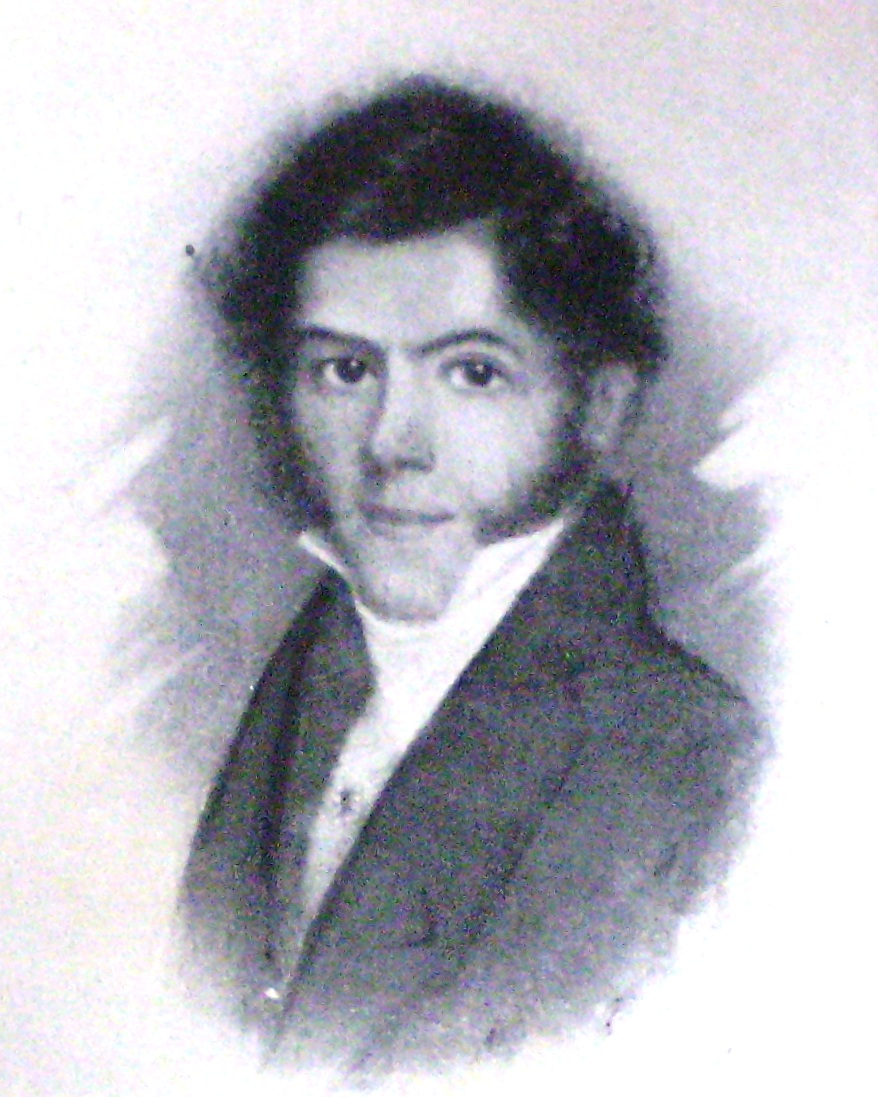
Francisco Javier Muñiz dans sa jeunesse.

Lorsqu’éclata la Guerre de Cisplatine en 1826, il fut nommé médecin et chirurgien principal de l’armée, avec le grade de lieutenant-colonel. Il avait la charge durant toute la campagne d’un important service d’hôpitaux et d’ambulances, équipé de 32 chariots couverts, et eut en particulier à donner du service lors de la campagne qui culmina par la bataille d'Ituzaingó. 
En 1828, retourné à Luján, il devint le directeur de la vaccination anti-variolique dans l’arrondissement de Luján. Il effectua cette vaccination sur un grand nombre d'habitants de son aire de compétence, sauvant ainsi la vie à des centaines de personnes. À cette époque, le vaccin devait encore se transmettre de bras à bras. 
Pendant le deuxième gouvernement de Juan Manuel de Rosas, il fut nommé médecin de police, chargé de veiller à la santé de la population et de ses animaux (il n’existait pas encore alors de vétérinaires) et à contrôler l’exercice de la médecine en sanctionnant le curanderismo des guérisseurs traditionnels. En 1836, il lutta contre une épidémie de scarlatine, et sur la base de ses expériences, fit publier en 1844 dans la revue La Gaceta de Buenos Aires son Descripción y curación de la fiebre escarlatina ('Description et guérison de la fièvre scarlatine'), que fut ultérieurement édité sous la forme d’une brochure de quatre-vingts pages. Il publia également des travaux sur les vaccins, la chirurgie et la médecine légale. 
En 1844, à la suite du blocus franco-anglais, la ville de Buenos Aires se trouva dépourvue de vaccin anti-variolique. Sollicité par le gouverneur Rosas d'imaginer quelque solution, Muñiz gagna Buenos Aires accompagné d’une de ses filles, âgée de seulement quelques mois, mais vaccinée récemment, avec la lymphe de laquelle plusieurs personnes purent être inoculées ; de cette manière, l’on parvint à restaurer la chaîne vaccinatoire dans la ville.

## Activité comme naturaliste et paléontologue
Durant son séjour à Chascomús en 1825, il s’occupait aussi à observer la nature et à étudier la flore et la faune locales. Reproduisant l’expérience faite dans le siècle précédent par un prêtre, qui avait recueilli des vestiges d’espèces animales éteintes sur les berges de la rivière Luján, il procéda à d’amples excavations dans cette même rivière. Ainsi récupéra-t-il en 1825 les restes d’un glyptodonte ; cependant, par manque d’expérience, il omit de publier cette découverte. Des années plus tard, Alcide d'Orbigny rencontra d’autres restes de ce mammifère éteint, et fut tenu pour celui qui l’avait découvert en premier. 
Lorsqu’il revint à Luján en 1828, Muñiz était devenu un naturaliste expérimenté, et poursuivit durant ses loisirs ses investigations paléontologiques, extrayant des berges de la rivière une extraordinaire série de fossiles. Par ses propres moyens, Muñiz exhuma des restes de diverses espèces animales éteintes, déjà connues pour certaines, découvertes pour la première fois pour d’autres ; les étudiant avec soin et faisant des reconstitutions de ces animaux, il fut à l’origine de la science paléontologique en Argentine. Parmi ses trouvailles figurent des mastodontes, des mégathériums, des glyptodontes, des chevaux et des tigres fossiles. Ses travaux de paléontologie furent compilés par Domingo Faustino Sarmiento en 1885. 
En 1833, le naturaliste britannique Charles Darwin passa par Luján lors de son voyage à travers le territoire argentin, mais, bien que Muñiz résidât alors à Luján, il ne se rencontrèrent pas personnellement. Plus tard cependant, Darwin lui fit parvenir de Grande-Bretagne un questionnaire sur la variété bovine dénommée vaca ñata, relativement fréquente sur le territoire occupé par les indigènes pampa, et peu fréquente chez les gauchos, selon ce qu’il avait pu observer lors de son voyage en Argentine. Par ses réponses très détaillées, Muñiz instaura avec le scientifique anglais une relation épistolaire importante, à telle enseigne que les renseignements communiqués par lui furent utilisés pour la deuxième édition de Voyage d’un naturaliste autour du monde et pour l'Origine des espèces de 1859. 
En 1841, il offrit en cadeau sa collection paléontologique au général Rosas, soit onze caisses assorties d’une caractérisation des fossiles (Florentino Ameghino devait affirmer par la suite que loin d’en avoir fait cadeau, il se vit en réalité contraint par le gouverneur à s’en dessaisir). Rosas, qui n’avait pas conscience de leur valeur, en fit à son tour présent à l’amiral français Dupotet. Muñiz poursuivit son travail et réunit une collection de fossiles plus vaste encore, dont il fit don en 1857 au muséum de Buenos Aires. 
C’est en 1844 qu’il accomplit sa plus importante découverte en paléontologie, savoir le Tigre fossile, qu’il dénomma Muñifelis bonaerensis, et qui est connu aujourd’hui sous le nom de Smilodon bonaerensis. Quoique cette trouvaille fût publiée dans le quotidien La Gaceta Mercantil, il passa inaperçu, de la même manière que ses travaux de 1848 relatifs au nandou d'Amérique. 
En 1847, il acheva son ouvrage Apuntes topográficos del centro de la provincia de Buenos Aires ('Notes topographiques du centre de la province de Buenos Aires'). Cet ouvrage, en plus d’être un relevé topographique, analyse la composition géologique du sol, et sur le plan de la géographie humaine, étudie l’incidence du climat, de l’alimentation et du travail sur les caractéristiques physiques et psychiques des habitants ainsi que sur leurs maladies les plus fréquentes.

## Dernières années

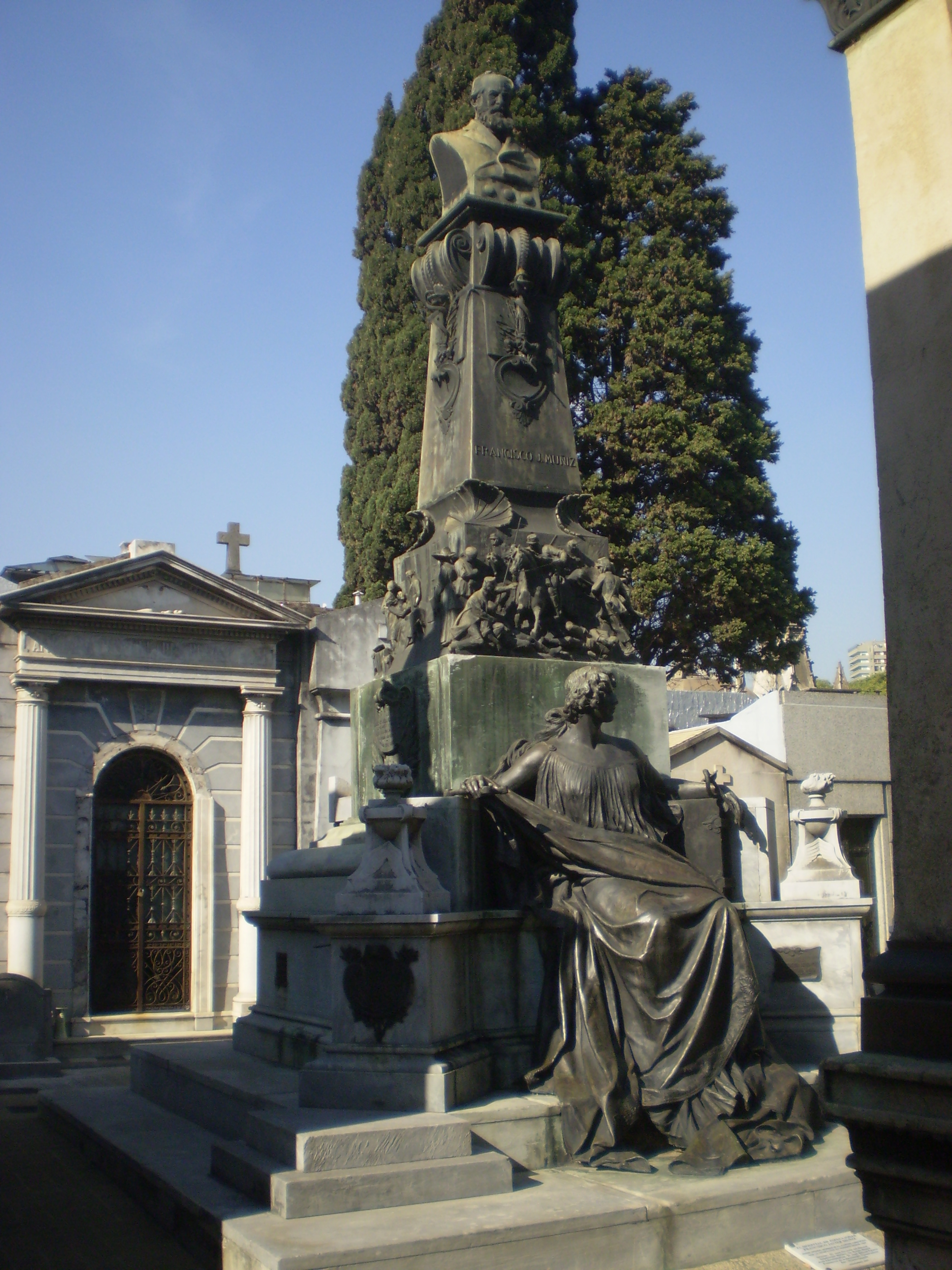
Le tombeau de Muñiz au cimetière de la Recoleta.

Fin 1848, après vingt années d’activité à Luján, il résolut de retourner définitivement à Buenos Aires. Il devint le médecin personnel de Rosas, qu’il eut à traiter pour une affection de la prostate, et fut nommé assesseur auprès du Tribunal de Médecine. Lors de la bataille de Caseros, il intervint comme assistant du chirurgien en chef de l’armée rosiste, le docteur Claudio Mamerto Cuenca, et fut chargé de l’acheminement du matériel médical nécessaire à soigner les blessés. 
En 1853, il fut élu député de l’État (quasi indépendant) de Buenos Aires pour la circonscription rurale englobant Luján, et l’année suivante, sénateur provincial. À partir de 1858 jusqu’à 1862, il fut président de la faculté de médecine de l’université de Buenos Aires. Il prit une nouvelle fois du service dans l’armée comme chirurgien de l’armée de Buenos Aires dans la bataille de Cepeda de 1859, et remplit des fonctions de chirurgien en chef dans les campements argentins lors de la Guerre du Paraguay. 
Durant l’épidemie de fièvre jaune de 1871 à Buenos Aires, il fit partie des médecins volontaires venus secourir les victimes, mais finit par être lui-même contaminé par la maladie. Il succomba à la fièvre jaune en avril 1871 à Buenos Aires.